# Ōtira River
Der Ōtira River ist ein Fluss in der Region West Coast auf der Südinsel von Neuseeland.

## Geographie
Der Ōtira River entspringt rund 720 m nordöstlich des 2275 m hohen Mount Rolleston im Arthur's Pass National Park. Von seiner Quelle fließt der noch junge Fluss bevorzugt in östlich Richtung und lässt sich unterirdisch vom Otira Railway Tunnel, einem Eisenbahntunnel der Midland Line, die bei dem kleinen Ort Arthur’s Pass in den Berg eintaucht, unterkreuzen. Nur wenige hundert Meter danach trifft der Fluss auf den New Zealand State Highway 73 und folgt diesem in nördliche Richtung durch eine Schlucht. Beim westlichen Zulauf des Rollestone River, der den einzigen linken Nebenfluss darstellt, trifft der Ōtira River wieder auf die Eisenbahnstrecke der Midland Line, die hier rund 1 km flussaufwärts von der Mündung des Rollestone River in den Ōtira River, den Tunnel wieder verlässt. Nach 2,5 km trifft der Fluss auf die kleine Siedlung Otira und nach weiteren 5,5 km auf den einzigen rechten Nebenfluss, dem Deception River.
Nach insgesamt 22 Flusskilometer mündet der Ōtira River als linker Nebenfluss in den Taramakau River.
Der Ōtira River gilt als einer der steilsten Flüsse der Region. Auf seinem ersten Abschnitt bis zum State Highway fällt der Fluss um 146 m pro Kilometer.